# Aeroportul Hpapun
Aeroportul Hpapun (IATA: PPU, ICAO: VYPP) este un aeroport din Statul Kayin, Myanmar.
Situat la o altitudine de 120 m, aeroportul dispune de o singură pistă.